# 田林纤树蛙
田林纤树蛙（学名：Gracixalus tianlinensis）一种于中国广西壮族自治区田林县岑王老山地区的两栖动物，隶属于树蛙科纤树蛙属。其种加词“tianlinensis”意为“广西田林的”。

## 形态特征
田林纤树蛙体型中等，雄蛙体长30.3～35.9毫米，雌蛙体长35.6～38.7毫米。身体背部呈灰褐色到米黄色，具倒“Y”形棕色斑；前后腋窝淡黄色，前肢有2条褐色横斑，后肢有3条褐色横斑；喉及胸部灰色具小污斑；腹部米黄色。

## 保护
本种于2023年被收录入《有重要生态、科学、社会价值的陆生野生动物名录》。